# Парада поноса у Истанбулу
Парада поноса у Истанбулу (тур. İstanbul Onur Yürüyüşü) јест поворка поноса и ЛГБТ демонстрација која се одржава сваке године у Истанбулу, највећем граду Турске. Догађај је први пут приређен 2003, а одржава се сваке године последње недеље јуна или прве недеље јула поводом обележавања недеље поноса у Истанбулу. На првој паради је учествовало отприлике 30 људи. Број се сваке године знатно повећавао достигавши приближно 5.000 људи 2010. године. Окупљање у 2011. привукло је више од 10.000 људи, па је Парада поноса у Истанбулу постала највећа поворка те врсте у муслиманском свету. Парада поноса 2012, одржана 1. јула, привукла је између 10.000 и 30.000 људи.
Учесници се окупљају на Тргу Таксим пре него што почну марширати целом дужином Улице Истиклал. То је широки пешачки булевар и један од најзначајнијих јавних простора у Истанбулу и место за обележавање празника и регионалних фестивала.
Парада поноса 30. јуна 2013. привукла је готово 100.000 људи. Демонстрантима су се придружили и демонстранти против рушења парка Гези, чиме је Парада поноса у Истанбулу 2013. била највећа таква парада одржана у Турској. Парада 2014. привукла је више од 100.000 људи. Европска унија је похвалила Турску што је парада протекла без сметњи. У недељу, 29. јуна 2015. Reuters је известио да је турска полиција употребила водене топове ради растеривања учесника параде.
Године 2016. локална самоуправа је забранила одржавање параде „ради безбедности [наших] грађана, пре свега учесника, и ради јавног реда”. Осим тога, ЛГБТ организацијама није допуштено да дају изјаву за штампу. Валија Истанбула је поновио да окупљање ЛГБТ особа неће бити дозвољено. „У оквиру закона бр. 5442, овај захтев није одобрен због терористичких напада који су се догодили у нашој земљи и на том подручју; јер се провокативни чинови и догађаји могу догодити кад се узме у обзир осетљивост која се појавила у друштву; те зато што може изазвати нарушавање јавног реда, мира, безбедности и благостања људи, међу којима су и учесници догађаја.”
Године 2017. Канцеларија валије Истанбула поново је забранила параду поноса наводећи забринутост за безбедност и јавни ред.
Иако је 2018, четврте године заредом, Канцеларија валије Истанбула поново забранила параду наводећи забринутост за безбедност и јавни ред, забрани је пркосило отприлике 1.000 људи. Учесници су дочекани сузавацем и гуменим мецима, а ухапшено је 11 људи.
Године 2019. Канцеларија валије Истанбула поново је забранила параду поноса наводећи забринутост за безбедност и јавни ред. Потом је опозициони посланик из Велике народне скупштине Сезгин Танрикулу из Републиканске народне странке упитао потпредседника Турске Фуата Октаја зашто је заменик валије забранио параду. Упитао је и колико је ЛГБТ особа убијено у последњих 17 година, током раздобља владавине странке Странке правде и развоја градом, и изнео забринутост због дискриминације према ЛГБТ заједници. Дана 29. јуна стотине људи је пркосило забрани. Полиција их је дочекала сузавцем, штитовима, бибер гасом и пластичним мецима.
Парада је поново забрањена 2021. године, а људи који су се успротивили забрани дочекани су сузавцем, гуменим мецима и штитовима. Било је истакнуто полицијско насиље, нарочито према транс женама. Ухапшено је више од 20 људи.